# 夜蝰亞科
夜蝰亞科（學名：Causinae）是爬蟲綱有鱗目蛇亞目蝰蛇科下的一個單型亞科，科下主要包括分布於撒哈拉以南非洲地區的有毒蝰蛇。夜蝰亞科是為了夜蝰屬（Causus）而特別設立的一個亞科，而這些夜蝰是根據牠們於鱗片結構、卵生形態、毒素分泌等各方面的獨特性，並且有著圓形瞳孔，因而被獨立出來的一種原始蝰蛇。目前夜蝰屬下共有六個種已被確認。

## 特徵
夜蝰普遍長得強壯，但長度往往不超於一米。夜蝰其中一個與一般蝰蛇不同的地方在於，普通的蝰蛇頭部在鱗片及顏色分布上，均與其頸部以後身體間有著明顯的分別。可是夜蝰的頭身對比卻遠遠沒有其它蝰蛇般顯著和強烈。另外，一般蝰蛇的瞳孔都是直線形的，可是夜蝰的瞳孔卻是圓形的。夜蝰的牙齒與其它蝰蛇間亦有分別。很多蝰蛇的毒牙構造都屬於前溝牙結構，尖銳而修長，然而夜蝰的毒牙卻明顯較為短小。

## 地理分布
夜蝰主要分布於撒哈拉以南非洲地帶。

## 習性
雖然夜蝰的名字中有一「夜」字，但實際上夜蝰的活躍時段多數在白天。當受到外來騷擾時，牠們的反應異常強烈，並會向對手發出凶惡的嘶叫聲。牠們會把身體前段昂起，蓄勢待發，並瞬即展開強勁的咬擊。有些夜蝰更會展現出像眼鏡蛇般的攻防姿態。牠們的攻擊很多時候是以逃脫為最終目的，因此牠們多會採取一擊脫離的戰術。

## 飲食習慣
夜蝰主要進食蟾蜍及青蛙。而且牠們相當貪婪，只要食物足夠，牠們便會不斷進食，直至自己真的再吞不下任何東西方才停止。

## 繁殖
所有夜蝰都是卵生的，這一點雖然與一般蝰蛇沒有太大分別，但牠們的繁殖方式依然保留著較其它蝰蛇更為原始的特性。

## 毒性
雖然夜蝰的毒牙含有侵略性的毒素，但牠們平常都不會輕易運用毒素傷害獵物。儘管牠們的毒素可以容易地制服獵物，但夜蝰多數直接以身體捆縛獵物後，便開始進行吞食。夜蝰的毒素實際上並不太強，而且輸毒方式只能透過空心毒牙的尖端進行滴漏，而非迅速強烈地向對手注射。其毒性亦僅能引起被咬者傷口上的痛楚及腫脹而已。即使被夜蝰的毒擊咬到，也並不一定要進行抗毒治療。雖然如此，南非一帶仍有一種專門針對至少兩個種的夜蝰毒素的血清。

## 種
| 品種     | 學名及命名者                          | 異稱     | 地理分布                               |
| -------- | ------------------------------------- | -------- | -------------------------------------- |
| 雙線夜蝰 | Causus bilineatus，Boulenger，1905    |          | 主要分布於非洲的安哥拉、贊比亞等地區   |
| 德氏夜蝰 | Causus defilippii，Jan，1863          | 巨吻夜蝰 | 非洲東南部                             |
| 李氏夜蝰 | Causus lichtensteinii，Jan，1859      |          | 非洲的熱帶地區，包括贊比亞至喀麥隆一帶 |
| 西非夜蝰 | Causus maculatus，Hallowell，1842     |          | 大部分非洲熱帶草原地區                 |
| 綠夜蝰   | Causus resimus，Peters，1862          |          | 非洲熱帶地區                           |
| 夜蝰T    | Causus rhombeatus，Lichtenstein，1823 |          | 非洲草原                               |

## 備註
1. 1 2 3 4  McDiarmid RW、Campbell JA、Touré T：《Snake Species of the World: A Taxonomic and Geographic Reference, vol. 1》頁511，Herpetologists' League，1999年。ISBN 1-893777-00-6
2. 1 2 3 4 5  Mallow D、Ludwig D、Nilson G：《True Vipers: Natural History and Toxinology of Old World Vipers》頁359，佛羅里達州：Krieger Publishing Company，2003年。ISBN 0-89464-877-2.
3. 1 2 3 4  Spawls S、Branch B：《The Dangerous Snakes of Africa. Ralph Curtis Books》頁192，杜拜：Oriental Press，1995年。ISBN 0-88359-029-8
4. 1 2 3  . ITIS. 2006  [14 August, 2006].
5. 1 2  Mehrtens JM：《Living Snakes of the World in Color》頁480，紐約：Sterling Publishers，1987年。ISBN 0-8069-6460-X
6. ↑  Stidworthy J：《Snakes of the World》頁166，Grosset & Dunlap Inc，1974年。ISBN 0-448-11856-4
7. ↑  Spawls S、Howell K、Drewes R、Ashe J：《A Field Guide To The Reptiles Of East Africa》頁543，倫敦：A & C Black Publishers Ltd.，2004年。ISBN 0-7136-6817-2

## 外部連結
- （英文）TIRG爬蟲類資料庫：夜蝰屬